# Muzeum Bojkovska
Muzeum Bojkovska v Bojkovicích bylo založeno roku 1931. Působilo nejprve v budově měšťanské školy, pak v prostorách světlovského důchodu, od roku 1960 na zámku Nový Světlov a v roce 2008 se přestěhovalo do ulice Palackého v centru města. Původně bylo muzeum pod správou muzejního spolku, v roce 1950 přešlo pod správu města, od roku 1955 bylo součástí okresního muzea a od roku 1960 opět ve správě města, od roku 1982 bylo součástí Slováckého muzea v Uherském Hradišti a v roce 1992 přešlo již potřetí do správy města, v roce 2010 bylo založeno jako příspěvková organizace města. Muzeum je otevřeno od května do září denně od 9 do 17 hodin s polední přestávkou, v době od října do dubna je otevřeno pouze v úterý a čtvrtek, v neděli jen odpoledne.

## Expozice
Vedle nejstarších dějin, které jsou zastoupeny prostřednictvím nálezů místních amatérských archeologů Karla Neckaře, Bohumila Diatela a Josefa Juračky, má muzeum další čtyři tematické okruhy.
Velmi významně jsou zastoupeny cechy, řemesla a živnosti, jimž jsou věnovány dvě expoziční místnosti. Ústředním tématem je soukenictví, jehož tradice spadá v Bojkovicích již do 16. století a zvěrokleštičství, které představovalo významný zdroj obživy mnoha obyvatel Bojkovska.
Druhý tematický okruh představuje soudní pravomoc Bojkovic, jejíž počátky spadají do závěru 15. století. Zde mezi největší zajímavosti patří zvon z bojkovské radnice pocházející z roku 1669 či obecní buben užívaný od závěru 18. století do roku 1945. Velkou část expoziční plochy zaujímá také ukázka interiéru sednice, oddělená od hospodářské části působivou instalací domovní zdi.
Další prezentované téma představuje místnost věnovaná sakrální tematice. Mezi nejzajímavější exponáty patří dřevořezby madon s konce 15. století, obrazy světců, či liturgické předměty. Působivou atmosféru navozují okenní vitráže, dochované ze zámku Nový Světlov.
Expozice bytu z 50. let 20. století přivádí návštěvníky do autentického prostoru, představujícího kompletní dobovou domácnost, zahrnující kuchyň, obývací pokoj, ložnici a koupelnu s WC.
Specifický okruh expozic představuje část věnovaná regionu Moravských Kopanic. K vidění jsou zde nejen kroje či fotografie staveb, ale také autentická rekonstrukce typického kopaničářského domu dvoudílné dispozice, zahrnující pitvor a jizbu.
Sbírkový fond či fond odborné knihovny je možno po předchozí domluvě studovat v badatelně muzea.

## Historie muzea
Muzeum kraje Bojkovského (později Krajinské muzeum v Bojkovicích) bylo založeno roku 1931 pod správou Musejního spolku. O jeho vznik se značnou měrou zasloužil učitel Alois Jašek, který se stal jeho prvním správcem. Sbírky našly své umístění v budově měšťanské školy. Toto období bylo ve znamení obrovského rozvoje instituce. Rychle rostl počet sbírkových předmětů i zájem veřejnosti o činnost muzea. Prostory suterénu měšťanské školy přestávaly stačit a uvažovalo se o přesunutí muzea do jiné budovy, ve hře byla i výstavba zcela nového muzejního pavilonu. V roce 1950 zemřel dosavadní správce Alois Jašek a ředitel školy Jindřich Götz vyvinul značné úsilí, aby muzeum prostory školy opustilo.
Od roku 1950 provoz muzea zajišťovalo městečko Bojkovice. Správkyní byla jmenována Marie Jašková, manželka Aloise Jaška, která také společně s mnoha ochotnými dobrovolníky zajistila přestěhování muzea do prostor tzv. Světlovského důchodu a zde také byly instalovány nové expozice muzea, slavnostně zpřístupněné 1. září 1953.
V roce 1955 se Vlastivědné muzeum v Bojkovicích stalo pobočkou Okresního muzea v Uherském Brodě. Správou muzea byl od roku 1955 pověřen Oldřich Slabiňák.
Zánikem okresu Uherský Brod v roce 1960 se muzeum opět dostalo do správy Bojkovic. Správcem muzea zůstal Oldřich Slabiňák. Muzeum se přestěhovalo do prostor zámku Nového Světlova a 29. května 1960 zde byla otevřena stálá expozice Život lidu na Bojkovsku. V 70. letech byla zřízena příspěvková organizace ONV Uherské Hradiště „Zámek Nový Světlov a muzeum“. Funkci ředitele vykonával Antonín Slabiňák. Kvůli opravám zámku Nového Světlova, kde muzeum sídlilo, byly v roce 1978 stálé expozice uzavřeny.
Roku 1982 se muzeum stalo součástí Slováckého muzea v Uherském Hradišti. V souvislosti s ukončením generální rekonstrukce zámku Nového Světlova byla v reprezentačních sálech instalována expozice Život lidu na Bojkovsku a Moravských Kopanicích.
Roku 1992 péči o sbírky převzalo opět město Bojkovice. Správkyní muzea se stala Jana Slabiňáková. V roce 1995 byla expozice přestěhována v rámci Nového Světlova do podstatně menších prostor. Vznikla nová stálá expozice, která svým rozsahem neodpovídala významu muzea pro region ani rozsahu jeho sbírkového fondu. Expozice zde byla instalována do roku 2008. Muzeum v této době trpělo nedostatkem vhodných depozitářů pro uložení sbírkových předmětů i dalších prostor, které byly pro činnost muzea nezbytně potřebné, a bylo rovněž personálně poddimenzováno.
Od roku 2000 byla správkyní muzea vedoucí odboru kultury a školství Marie Špiritová. V roce 2002 byla převezena bohatá knihovna muzea ze stávajícího nevhodného uložení v zámecké věži do prostor městského úřadu v Bojkovicích.
Od roku 2004 byla správkyní muzea Bc. Petra Stojaspalová. Za jejího působení bylo započato se zápisem sbírek do Centrální evidence sbírek. V roce 2008 byly z důvodu rekonstrukce zámku Nového Světlova depozitáře urychleně přestěhovány do nových prostor v Palackého ulici. V roce 2009 byla uzavřena i expozice a ze zámku byly definitivně přestěhovány veškeré sbírky muzea.
V roce 2010 bylo muzeum zřízeno jako příspěvková organizace města se sídlem v Palackého ulici. Prvotním úkolem instituce bylo uspořádat sbírkový fond v nových prostorách, provést jeho celkovou inventarizaci a připravit stálé expozice muzea. V květnu 2011 otevřelo první část nových expozic. které byly roku 2012 rozšířeny o byt z 50. let 20. století a školní třídu. Veřejnosti začala opět sloužit také bohatá muzejní knihovna, uložená v nových prostorách, a provoz zahájila i konzervátorská dílna. Všechny provozy muzea byly soustředěny do důstojné budovy v centru města. V roce 2016 pak přibyla expozice věnovaná Moravským Kopanicím a fenoménu tzv. žítkovských bohyní.
Za projekt Znovuzpřístupnění Muzea Bojkovska zahrnující otevření nových stálých expozic i prostor technického zázemí muzeum získalo 2. místo v prestižní celostátní soutěži Gloria Musaealis 2011 v kategorii Počin roku. V roce 2020 bylo Muzeum Bojkovska zařazeno agenturou CzechTourism mezi 42 neobjevených skvostů ČR.
Od roku 2012 muzeum zajišťuje provoz informačního centra mikroregionu Bojkovsko a od roku 2018 zaštiťuje také pořádání kulturních akcí města Bojkovice.

## Galerie

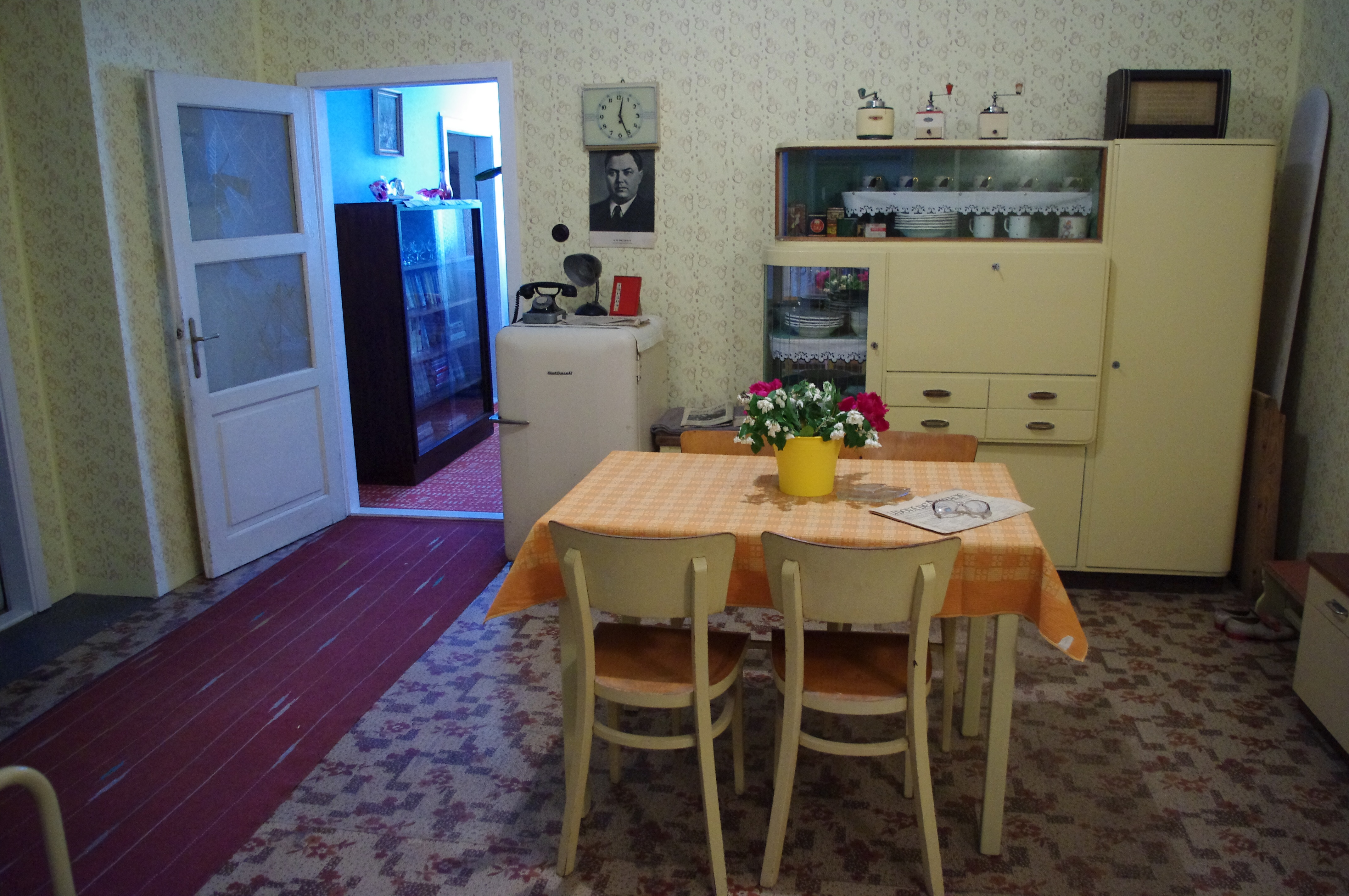
Kuchyně z expozice bytu 50. let 20. století
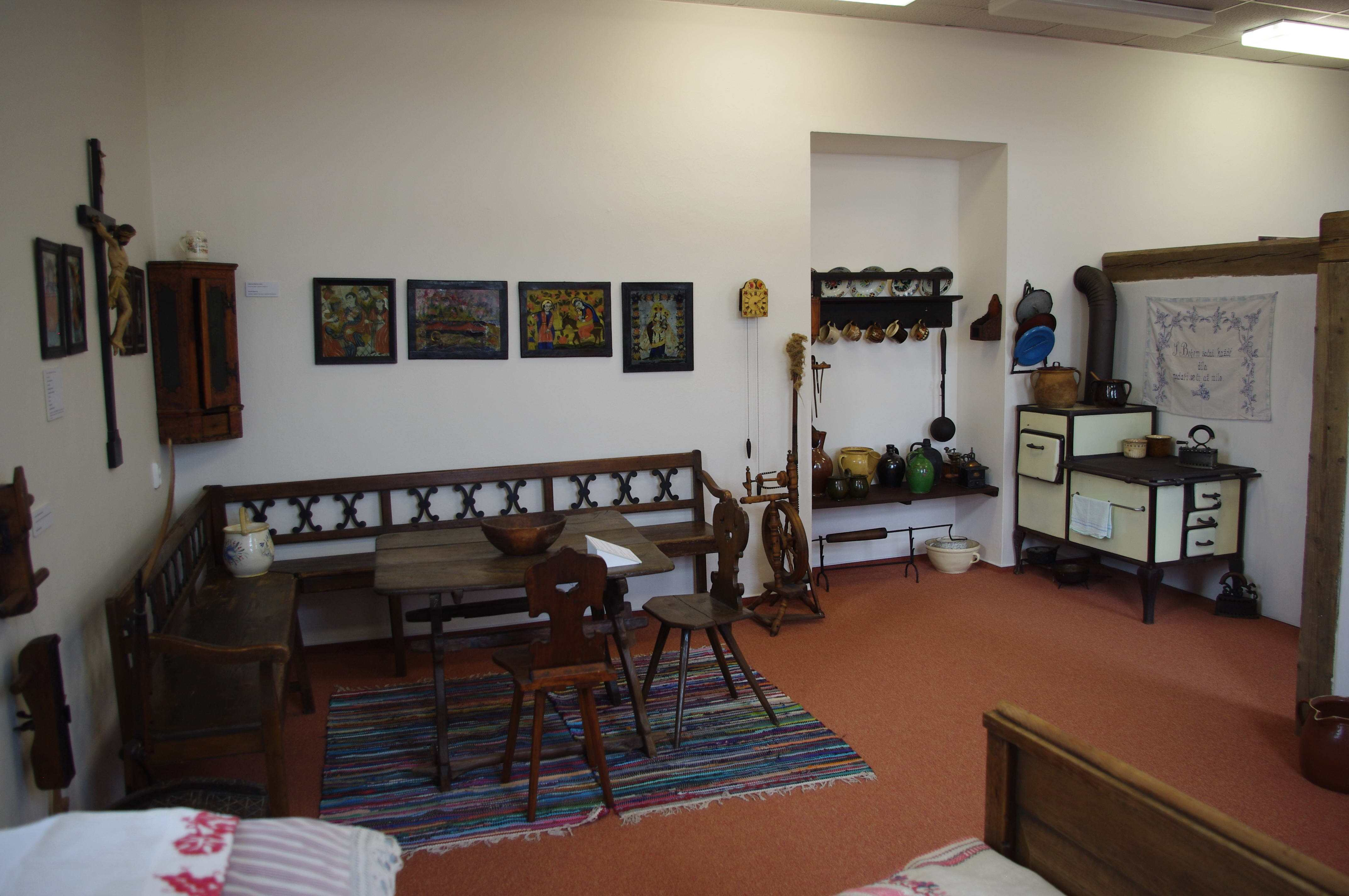
Typická bojkovská jizba z přelomu 19. a 20. století
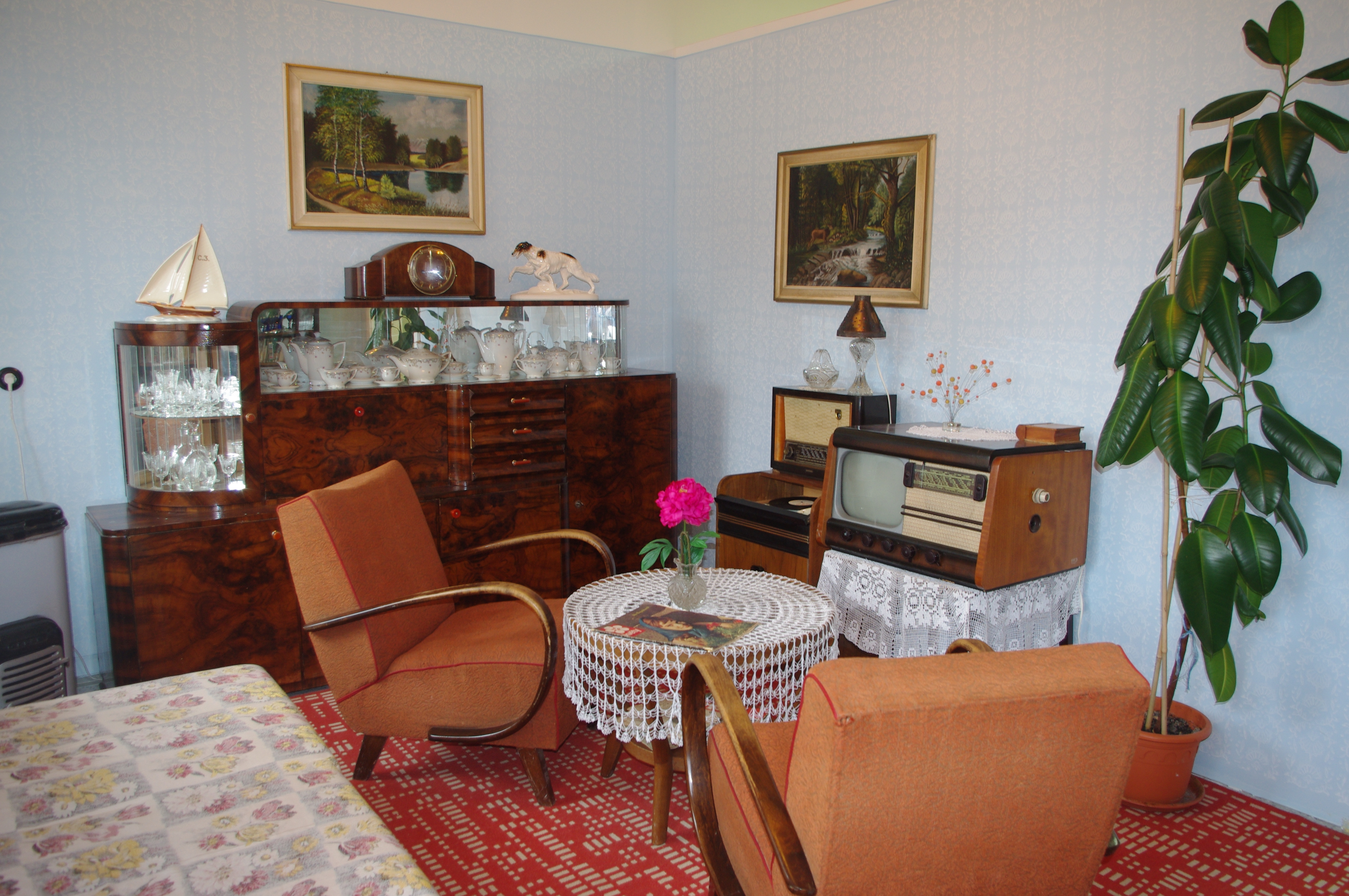
Obývací pokoj v expozici bytu z 50. let 20. století v Muzeu Bojkovska
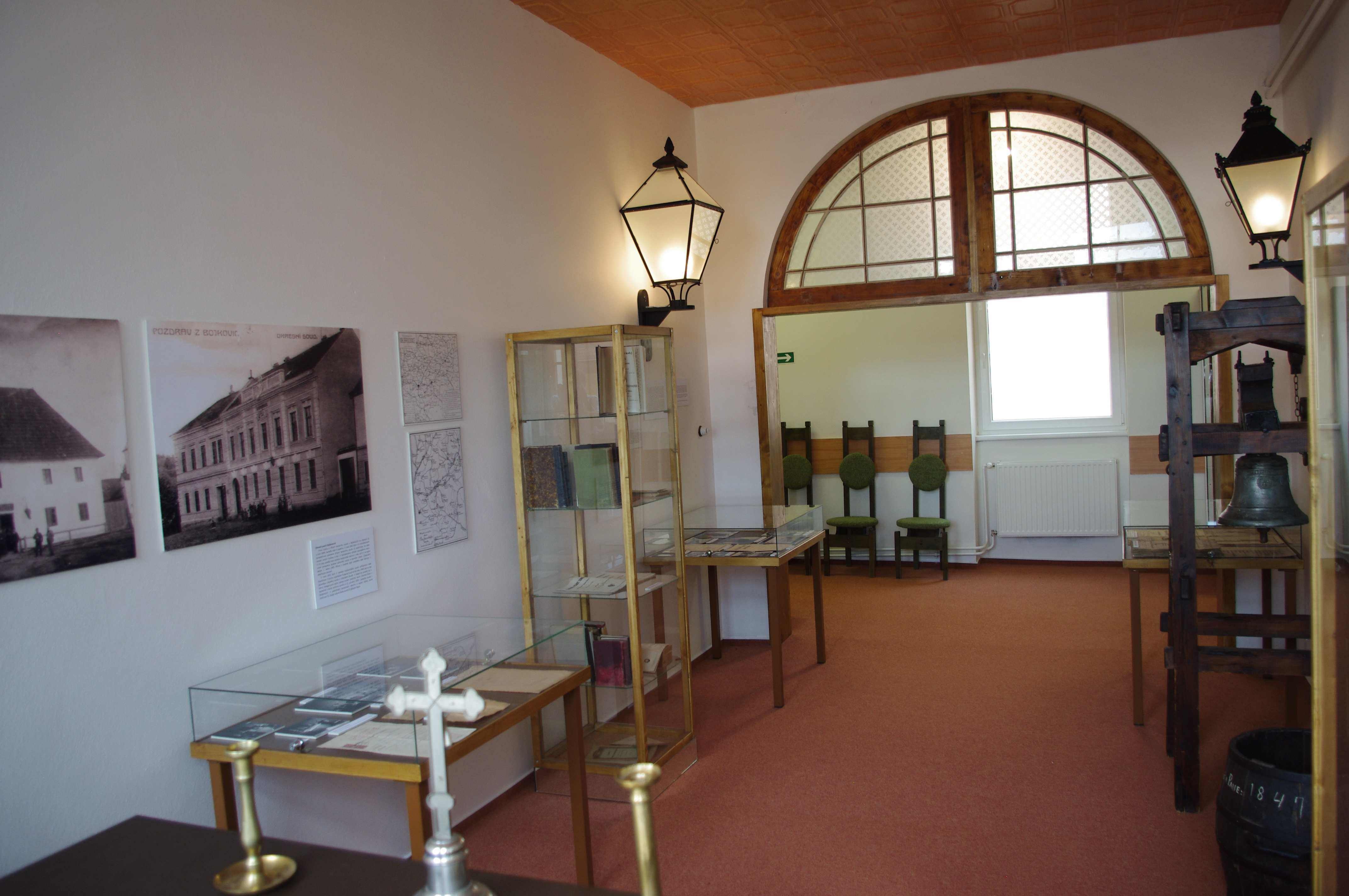
Expozice soudnictví v Bojkovicích
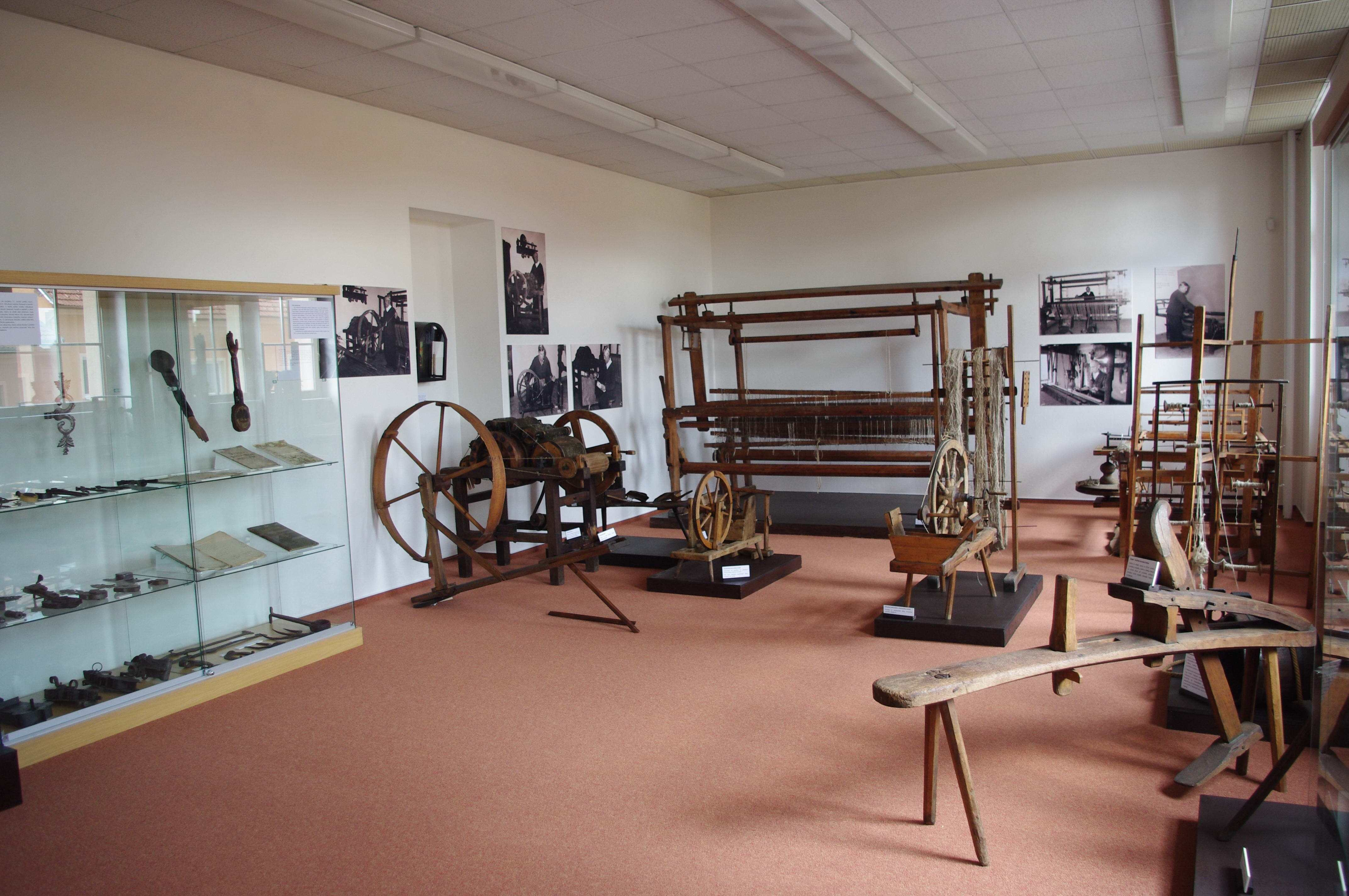
Expozice řemesel věnovaná převážně soukenictví a tkalcovství
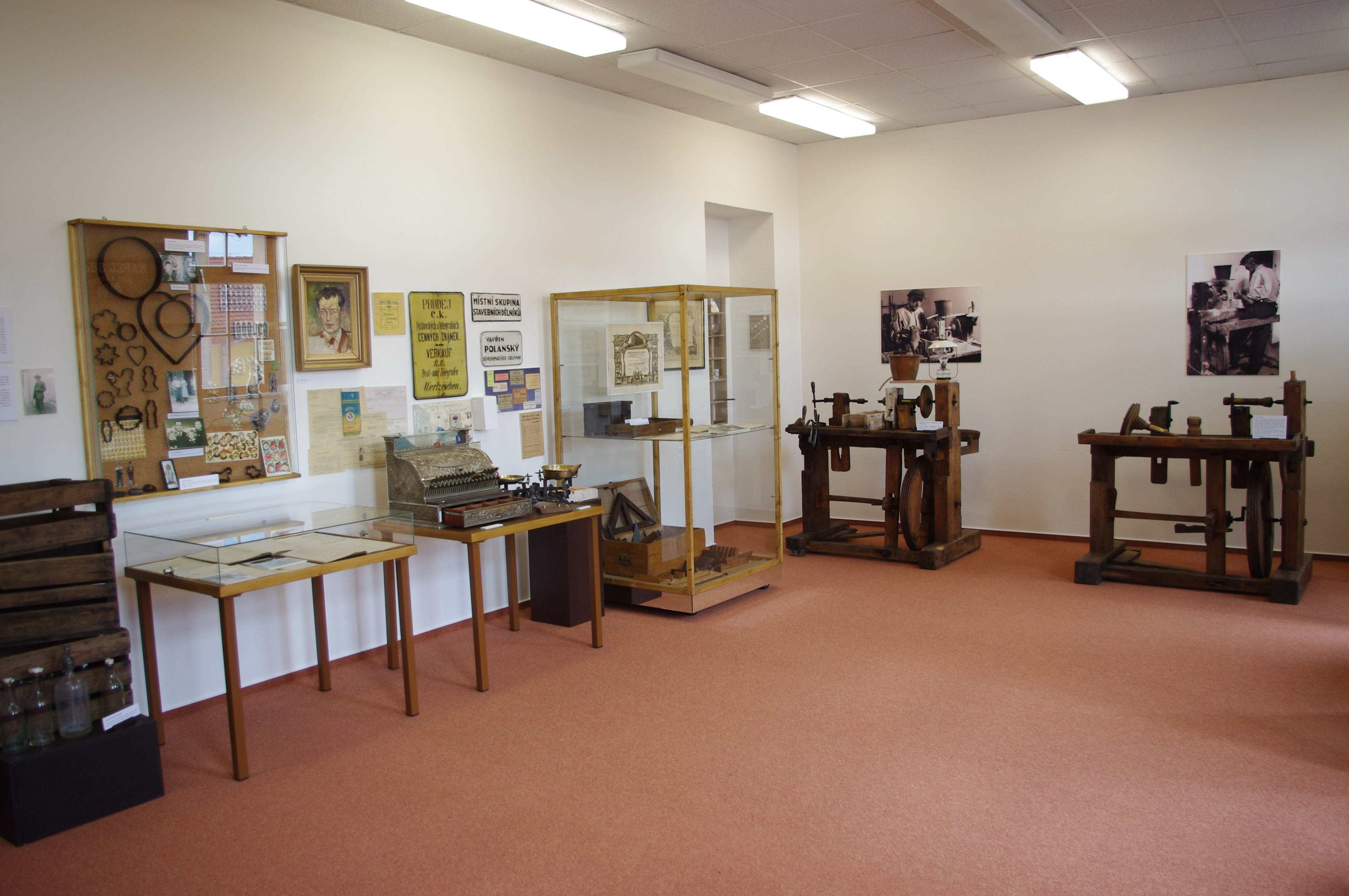
Expozice řemesel
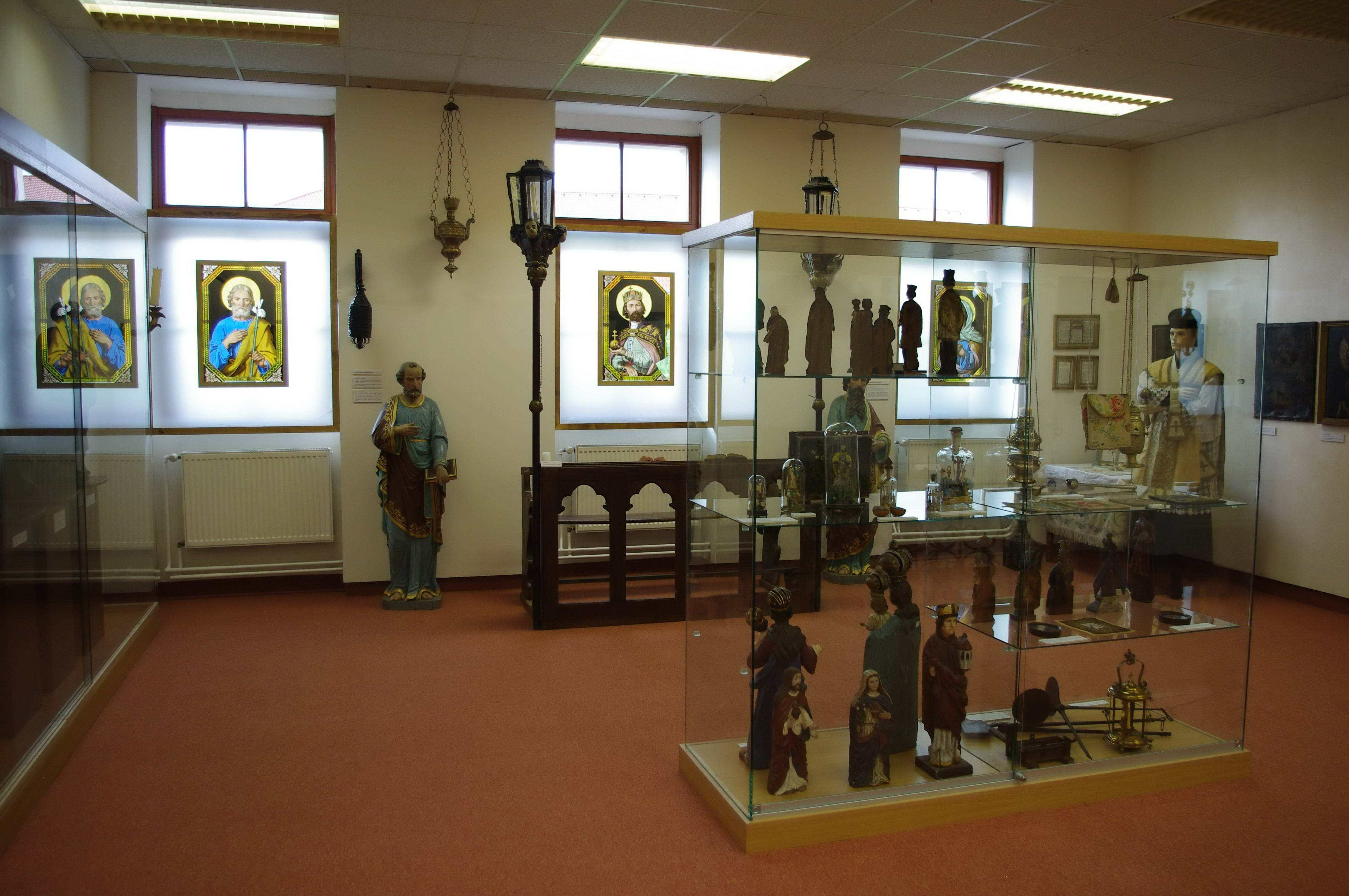
Expozice sakrálního umění
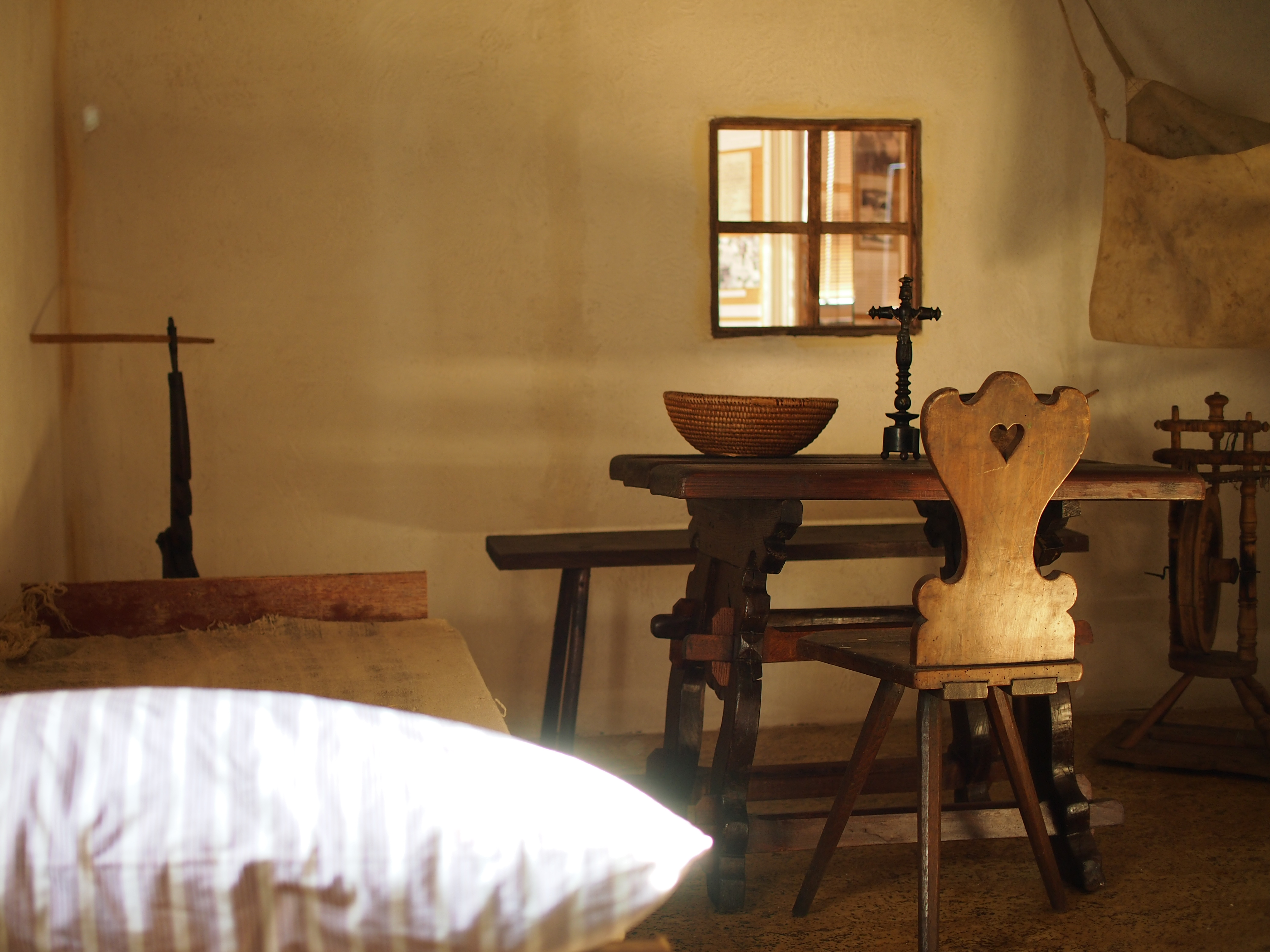
Pohled do kopaničářské jizby v expozici Moravských Kopanic
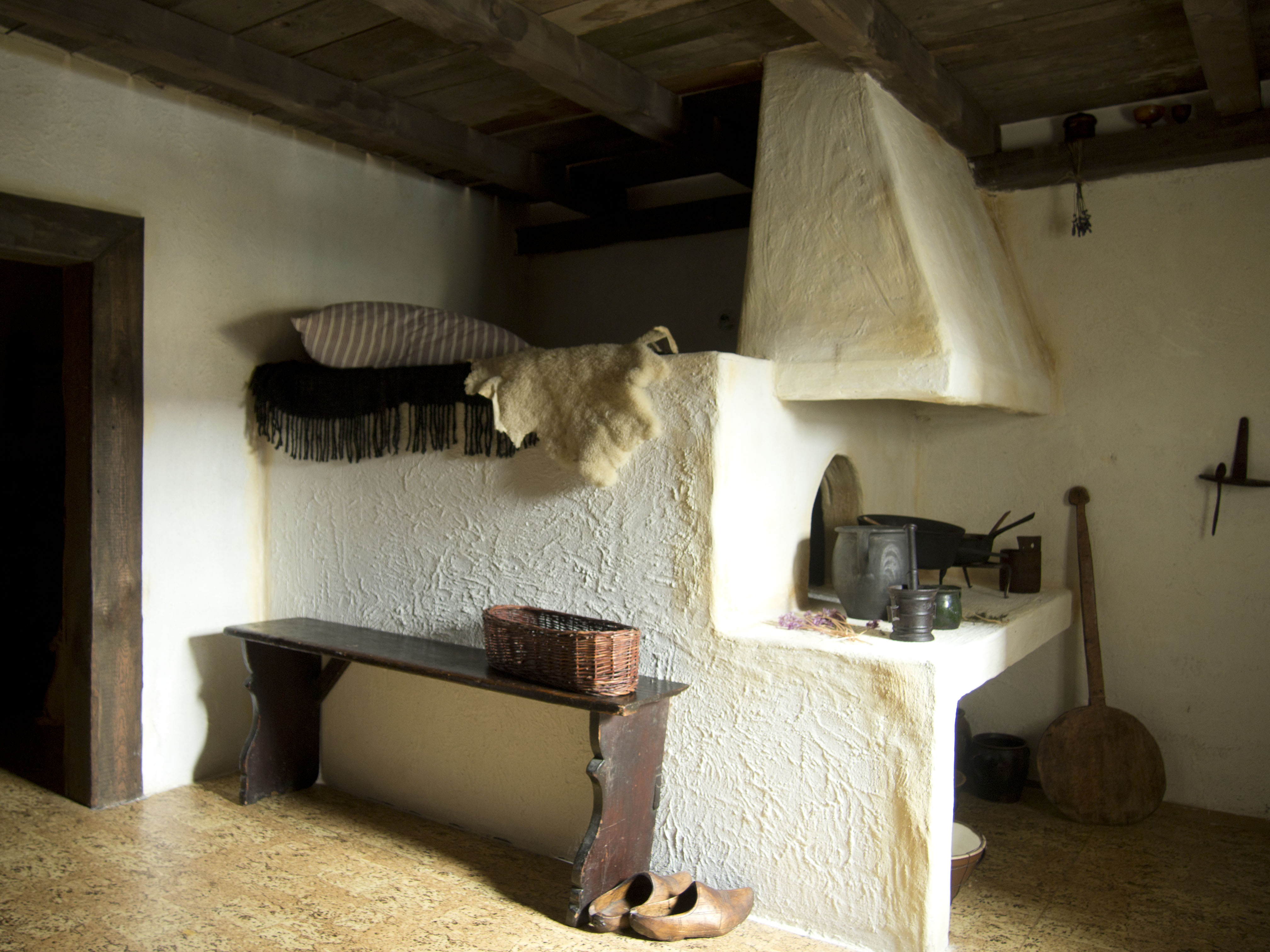
Pec v jizbě kopaničářského domku, který je součástí expozice Moravských Kopanic